# 一向一揆

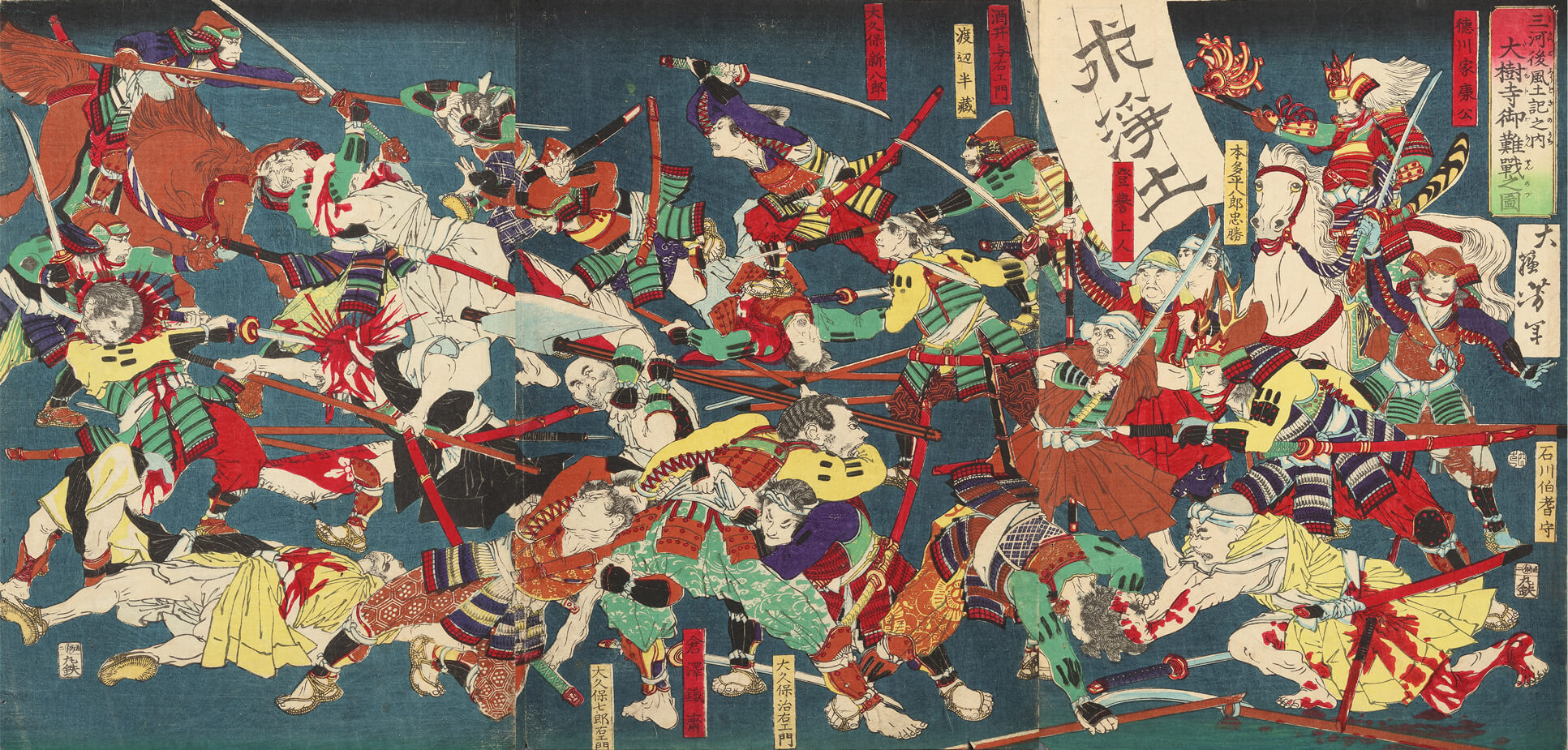
一向一揆在三河國

一向一揆是日本戰國時代淨土真宗（一向宗）本願寺派信徒所發起的一揆之總稱。
一向宗門徒素來以強大的宗教向心力、捨命殺敵的聖戰模式著稱，甚至曾經形成過自治組織，自成一國（例如：1488年一向一揆殺死加賀國的大名富樫政親）。到了戰國末年，一向一揆的首領勢力甚至可以與各地大名們匹敵。有名一向一揆有：石山本願寺（一向宗大本營）、伊勢長島願証寺。

## 主要的一向一揆
- 1466年：近江金森合戰（史上最初之一向一揆）
- 1480年：越中一向一揆
- 1488年：加賀一向一揆
- 1531年：大小一揆
- 1532年：畿內（奈良）一向一揆
- 1563年：三河一向一揆
- 1567年：長島一向一揆
- 1570年：石山合戰
- 1570年：金森一向一揆之戰
- 1574年：越前一向一揆

## 關連項目
- 山科本願寺